# Monacos Grand Prix 1960
Monacos Grand Prix 1960 var det andra av tio lopp ingående i formel 1-VM 1960.  

## Resultat
1. Stirling Moss, R R C Walker (Lotus-Climax), 8 poäng
2. Bruce McLaren, Cooper-Climax, 6
3. Phil Hill, Ferrari, 4
4. Tony Brooks, Reg Parnell (Cooper-Climax), 3
5. Joakim Bonnier, BRM, 2
6. Richie Ginther, Ferrari, 1
7. Graham Hill, BRM (varv 66, snurrade av)
8. Wolfgang von Trips, Ferrari (61, koppling)
9. Innes Ireland, Lotus-Climax

### Förare som bröt loppet
- Dan Gurney, BRM (varv 44, upphängning)
- Roy Salvadori, High Efficiency Motors (Cooper-Climax) (29, överhettning)
- Alan Stacey, Lotus-Climax (23, chassi)
- Chris Bristow, Reg Parnell (Cooper-Climax) (17, växellåda)
- John Surtees, Lotus-Climax (17, transmission)
- Maurice Trintignant, Scuderia Centro Sud (Cooper-Maserati) (4, växellåda)

### Förare som diskvalificerades
- Jack Brabham, Cooper-Climax (varv 40, knuffades igång efter snurrning)

### Förare som ej kvalificerade sig
- Bruce Halford, Fred Tuck Cars (Cooper-Climax)
- Cliff Allison, Ferrari
- Brian Naylor, JBW-Maserati
- Masten Gregory, Scuderia Centro Sud (Cooper-Maserati)
- Chuck Daigh, Scarab
- Giorgio Scarlatti, Scuderia Eugenio Castellotti (Cooper-Castellotti)
- Lance Reventlow, Scarab
- Ian Burgess, Scuderia Centro Sud (Cooper-Maserati)